# Sarah Huckabee Sanders
Sarah Elizabeth Huckabee Sanders (Hope, Arkansas, 1982. augusztus 13.–) amerikai politikus. 2017 és 2019 között a Fehér Ház sajtótitkára volt, 2023. január 10. óta Arkansas állam kormányzója.

## Élete
Szülei, Mike Huckabee és Janet Huckabee szintén politikusok. Két bátyja van.
2017 és 2019 között a Fehér Ház sajtótitkára volt. 2019. június 13-án Donald Trump elnök saját Twitter-oldalán közölte, hogy Sanders június 30-án távozik posztjáról.
2022 végén megnyerte az arkansasi kormányzóválasztást, ezzel ő lett az állam 47. kormányzója. Ő Arkansas első női kormányzója, valamint az első nő, aki olyan állam kormányzója lesz, ahol az apja volt a kormányzó.

## Külső hivatkozások
- Twitter